# Phyllopertha suturata
Phyllopertha suturata är en skalbaggsart som beskrevs av Leon Fairmaire 1887. Phyllopertha suturata ingår i släktet Phyllopertha och familjen Rutelidae. Inga underarter finns listade i Catalogue of Life.